# Kościół bł. Annuarity i św. Michała Archanioła w Radomiu
Kościół błogosławionej Annuarity i świętego Michała Archanioła w Radomiu – rzymskokatolicki kościół parafialny należący do parafii bł. Annuarity w Radomiu (dekanat Radom-Północ diecezji radomskiej).
Budowa świątyni została rozpoczęta w 1991 roku według projektu architekta Marka Stanika i konstruktora Ryszarda Stępnia, dzięki staraniom księdza Stanisława Barańskiego. Prace były kontynuowane od 2000 roku przez księdza Kazimierza Marchewkę. Świątynia dolna została oddana do użytku w 1993 roku, natomiast górna w 2006 roku. Dedykacji kościoła dokonał biskup Zygmunt Zimowski w dniu 29 września 2006 roku. W tym dniu zostało nadane świątyni drugie wezwanie: św. Michała Archanioła. Budowla jest murowana, wzniesiona z czerwonej cegły, dwupoziomowa.